# Toul
Toul (nemško Tull) je naselje in občina v severovzhodni francoski regiji Loreni, podprefektura departmaja Meurthe-et-Moselle. Leta 1999 je naselje imelo 16.945 prebivalcev.

## Geografija
Kraj leži v severovzhodni Franciji med reko Mozelo in kanalom Marna-Ren, 23 km zahodno od Nancyja.

## Administracija
Toul je sedež dveh kantonov:
- Kanton Toul-Jug (del občine Toul, občine Bicqueley, Blénod-lès-Toul, Bulligny, Charmes-la-Côte, Chaudeney-sur-Moselle, Choloy-Ménillot, Crézilles, Domgermain, Gye, Mont-le-Vignoble, Moutrot, Ochey, Pierre-la-Treiche, Sexey-aux-Forges, Villey-le-Sec: 13.215 prebivalcev),
- Kanton Toul-Sever (del občine Toul, občine Aingeray, Boucq, Bouvron, Bruley, Dommartin-lès-Toul, Écrouves, Fontenoy-sur-Moselle, Foug, Gondreville, Lagney, Laneuveville-derrière-Foug, Lay-Saint-Remy, Lucey, Ménil-la-Tour, Pagney-derrière-Barine, Sanzey, Sexey-les-Bois, Trondes: 27.102 prebivalca).

Naselje je prav tako sedež okrožja, v katerega so poleg njegovih dveh vključeni še kantoni Colombey-les-Belles, Domèvre-en-Haye in Thiaucourt-Regniéville s 64.841 prebivalci.

## Zgodovina
Kraj, v rimskem obdobju poznan kot Tullum Leucorum, je bil središče galskega plemena Leuci.
S sporazumom v Meerssenu leta 870 je Toul postal del Vzhodne Frankovske, kasnejšega Svetorimskega cesarstva. V visokem srednjem veku je postal svobodno cesarsko mesto. Leta 1552 ga je aneksiral francoski kralj Henrik II., kar je bilo potrjeno na Vestfalskem miru 1648. Tedaj je postal del francoske province Tri škofije, ki sta jo poleg njegove, ustanovljene že okoli leta 365, ukinjene 1807, tvorili še škofiji v Metzu in Verdunu.
V začetku 18. stoletja je bil Toul pod Vaubanom močno utrjen in vklopljen v obrambni sistem Francije. Med francosko-prusko vojno ga je 23. septembra 1870 zavzela nemška vojska.

## Znamenitosti
- gotska Katedrala sv. Štefana iz 13. do 15. stoletja, poleg drugega največjega samostana v Franciji,
- Kolegial Saint-Gengoult,
- Vaubanove utrdbe obrobljajo središče Toula.

## Pobratena mesta
- Hamm (Nemčija);